# Gerd von Blottnitz
Gerd von Blottnitz (* 22. Oktober 1936 in Berlin) ist ein ehemaliger deutsch-südafrikanischer Söldner während der Simba-Rebellion im Kongo.

## Leben
Eigenen Angaben zufolge stammt von Blottnitz der Adelsfamilie Bloch von Blottnitz ab. Sein Vater war Hauptmann der Wehrmacht. Nach der Vertreibung aus Elbląg ließ sich die Familie in Niedersachsen nieder. 1949 wanderte die Familie nach Südafrika aus, wo sie im folgenden Jahr eine Farm kaufte. Nach dem Studium in Südafrika kehrte Gerd von Blottnitz in die Bundesrepublik zurück und trat in die Luftwaffe ein. Dort war er seinen eigenen Worten zufolge eineinhalb Jahre beim fliegenden Personal beschäftigt und besuchte die Offiziersschule. Um einer längeren Verpflichtung zu entgehen, kehrte von Blottnitz nach Südafrika zurück.
Als die kongolesische Regierung nach Ausbruch der Simba-Rebellion im Jahr 1964 Söldner anwarb, wurde von Blottnitz Feldwebel im 52. Kommando. Die von Siegfried Müller geführte Söldnereinheit hatte eine Stärke von 50 Mann. Im Januar 1965 wurde von Blottnitz Zahlmeister im 5. Kommando von Mike Hoare, der dem 52. Kommando übergeordneten Einheit. Im Herbst 1965 wurde von Blottnitz verdächtigt, die Lohngelder des 5. Kommandos gestohlen zu haben. Von Blottnitz hatte einen Wochenendausflug vom Stationierungsort Albertville nach Leopoldville unternommen. Um das Bargeld nicht unbeaufsichtigt zurücklassen zu müssen, hatte er es an Bord der Lockheed C-130 der US-Luftwaffe geschmuggelt und als Gepäckstücke eines amerikanischen Offiziers deklariert, was beinahe zu diplomatischen Verstimmungen zwischen den USA und der Kongo-Regierung geführt hätte. Von Blottnitz wurde in einem Gerichtsverfahren vom Vorwurf des Diebstahls entlastet, aber verwarnt.
Einer breiteren Öffentlichkeit wurde von Blottnitz im Jahr 1965 durch seinen Auftritt in dem DDR-Propagandafilm Kommando 52 von Walter Heynowski bekannt, in dem er dem Stern-Reporter Gerd Heidemann seinen Lebensweg schilderte.

## Film
- Walter Heynowski: Kommando 52, DEFA 1965